# Bataille de Krasnohorivka
Invasion de l'Ukraine par la Russie
Dans le cadre de l'invasion russe de l'Ukraine, la bataille pour le contrôle de la ville de Krasnohorivka a lieu entre les Forces armées russes et les Forces armées ukrainiennes, s'est déroulée du 8 avril 2024 au 9 septembre 2024 et s'est finie avec la prise de la ville par les Forces armées russes.

## Contexte
La ville de Krasnohorivka se situe à environ 5 km à l'ouest de Donetsk, la capitale de la République populaire de Donetsk, soutenue par la Russie depuis 2014. Avec Avdiivka et Marïnka, la ville était l'un des trois principaux bastions de l'armée ukrainienne dans la partie ouest de Donetsk.
Après la prise russe de Marïnka fin 2023 et la chute d'Avdiivka en février 2024, Krasnohorivka est le dernier bastion de l'Ukraine dans ce secteur de la ligne de front. La ville a été relativement épargnée par les combats au cours des deux premières années de la guerre. Cela a rapidement changé après la conquête des villes Marïnka et d'Avdiivka par les forces russes, la ville de Krasnohorivka se trouvant au nord de Marïnka. Le 17 février, les forces russes avancent légèrement depuis le nord de Marinka vers Krasnohorivka. Quatre jours plus tard, une source russe affirme que les troupes russes auraient pris certaines ceintures forestières à l'ouest de la mine Trudovskaya, qui avait été conquise le 18 juillet 2023, se rapprochant ainsi de la périphérie sud de la ville de Krasnohorivka,.
Une source russe a déclaré le 26 février 2024 que les forces russes étaient entrées dans Krasnohorivka via un quartier résidentiel du sud et qu'ils auraient atteint la rue Shkilna / Paryz'koyi Komuny. Des images géolocalisées ont confirmé au bout de deux jours que des éléments de la 5e brigade de fusiliers motorisés avaient atteint la périphérie sud de la ville. Des véhicules blindés ont été utilisés pour couvrir l'assaut. La milice populaire du DNR a avait par ailleurs déclaré que les forces russes s'étaient déplacées plus profondément vers le centre-ville.
Cependant, les troupes russes n'auraient finalement pas réussi à consolider leurs positions dans la ville et il a été rapporté que la 3e brigade d'assaut ukrainienne avait chassé les forces russes de la partie sud-est de Krasnohorivka à la fin du mois,.

## Bataille

### Percée sud-est et prise de l’usine de briques (8 avril – 7 mai 2024)

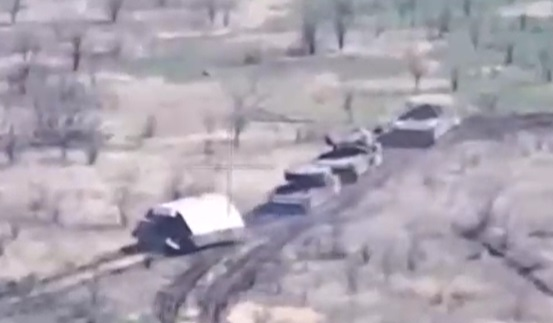
Le 9 avril une colonne de véhicules et au premier plan un char tortue.

Le 8 avril, un assaut mécanisé russe réussit de nouveau à entrer dans la partie sud-est de la ville et à avancer le long de la rue Vatoutine. Le lendemain, les Ukrainiens ont lancé une contre-attaque qui a permis de récupérer certaines positions perdues. Entre le 10 et le 13 avril, les forces russes ont réussi à regagner certaines positions perdues lors de la contre-attaque ukrainienne initiale et auraient poursuivi leur avancée blindée vers l'usine  de briques réfractaires,.
Entre le 15 et le 16 avril, les forces russes s'emparent de la gare ferroviaire de Krasnonorivka, plusieurs bâtiments privés autour de la rue Zaliznychna et l'usine de réparation automobile abandonnée dans le sud de la ville. La milice populaire du DNR a en outre déclaré que six hélicoptères d'attaque avaient appuyé les assauts russes. Le 16 avril également, une vidéo de drone a été diffusée montrant un « char tortue » russe se promenant librement dans le sud de Krasnohorivka et avançant jusqu'au sud de l'usine de briques de la ville,.
Le 25 avril, des sources russes revendiquent la prise de tout le sud de Krasnohorivka. Des images géolocalisées du même jour montraient un soldat russe hissant le drapeau russe à l'intérieur de l'un des bâtiments les plus au sud de l'usine de briques. Le 27 avril, de nouvelles images géolocalisées confirmaient une avancée russe vers le rond-point situé dans le centre de Krasnohorivka. Le 4 mai, il a été rapporté que les forces russes avaient conquis l'usine de briques qui était la principale fortification de la ville. Cette affirmation a été corroborée par des vidéos montrant des drapeaux russes hissés sur des bâtiments dans la partie nord de l’usine.

### Percée à l’est et nouvelles avancées centrales (8 mai 2024 – aujourd’hui)
Entre les 8 et 9 mai, des sources russes ont déclaré que les troupes russes avaient percé les défenses ukrainiennes dans l'est de Krasnohorivka. Les premières déclarations étaient que la rue Pershe Travnia (1er mai) avait été entièrement prise et que les Russes avaient atteint les premières maisons de la rue Tchaïkovski, ces dernières revendications étant appuyées par des images géolocalisées. Une source a par ailleurs affirmé qu'une attaque venant du sud avait permis d'atteindre des positions entre la rue Sovietska, la rue Soniachna et la ruelle Tsentralnyi, piégeant prétendument un certain nombre de soldats ukrainiens dans les fortifications de la périphérie est. Ce faisant, les troupes russes auraient pris pied dans le micro-district de Solnechnyi. La nouvelle ligne de défense ukrainienne serait ainsi repoussée vers les zones du micro-district oriental, du complexe hospitalier et du Collège agricole,. Par ailleurs, un porte-parole du groupe opérationnel et stratégique ukrainien Khortytsia a déclaré que ses unités, principalement la 59e brigade, avaient bloqué les Russes à l'intérieur de l'usine de briques.
Entre le 12 et le 13 mai, des sources russes ont déclaré que les troupes russes avaient dépassé l'usine de briques et avaient atteint plus profondément le centre de Krasnohorivka, dans la zone urbaine. D'autres rapports de certaines sources russes publiées le 18 mai faisaient état d'affrontements continus dans les rues Tsentralna et Sumska, dans le centre de Krasnohorivka. Ils ont également déclaré que la zone autour des rues Pouchkina et Nekrasova, au sud-ouest de Krasnohorivka, et la zone de l'étang de Borisivka entre la route Staline/Kobzaria et les rues du 1er Mai, à la périphérie nord, avaient été nettoyées. Le 21 mai, l'une des sources a déclaré que les troupes russes avaient avancé de la rue Rynochna jusqu'à la rue Parkhomenka/Slovianska, au nord-ouest de l'usine de briques.

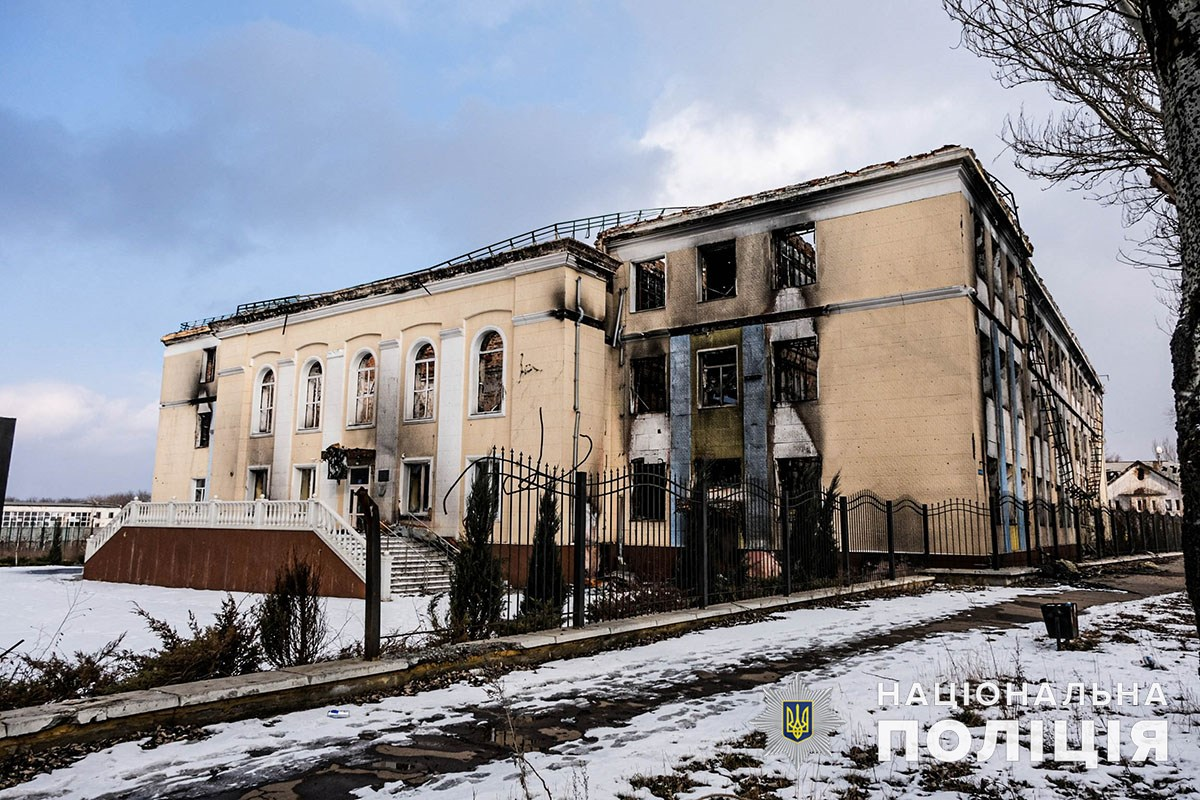
L'école n°2 en février 2023.

Entre le 22 et le 23 mai, quelques sources ukrainiennes et russes ont déclaré que la Russie avait conquis la base agricole d'Alexandrovskoye, une zone d'entrepôts, à la périphérie ouest de la ville. Le 24 mai, les forces russes avaient pris l'école n°2, juste au nord de la rue Tsentralna, dans le centre de Krasnohorivka. Le 9 juin, les russes s'emparent des bâtiments des deux côtés de la moitié ouest de la rue Sumska et avaient également avancé d'environ 750 m au sud-ouest de la ville le long de la voie ferrée jusqu'à Hostre.
Le 3 juillet, la Russie a avancé par la rue Akademik Korolev dans la partie centrale de la ville, et des sources russes ont affirmé le même jour une nouvelle avancée russe par les rues Michurin, Vidrozhennya, Haharin, Kalynov, Suvorov, Chkalov, Chekhov et Matrosov. Les 4 et 6 juillet, des sources russes ont affirmé que la Russie avait considérablement avancé dans la ville, mais ces affirmations ont été démenties par l'Institut pour l'étude de la guerre (ISW),. Le 10 juillet, il a été confirmé que les forces russes avaient avancé jusqu'aux rues Medychna et Belinskyi et avaient ainsi progressé dans la partie nord-est de la ville. Les forces russes ont réalisé de nouveaux progrès le 15 juillet dans la partie ouest de la ville, et des avancées dans les champs au sud-ouest de celle-ci ont également été revendiquées par des sources russes. Des sources russes ont affirmé le 16 juillet qu'environ 90 % de la ville était sous contrôle russe, bien que l'ISW ait réfuté cette affirmation et estimé que ce n'était pas vrai lorsqu'on se réfère à l'ensemble des limites de la ville. Le 20 juillet, les troupes russes ont réalisé de nouvelles avancées dans la partie centrale de la ville. Le 26 juillet, les forces russes avaient avancé dans le nord de Krasnohorivka et, grâce à de nouvelles avancées à l'ouest et au nord, n'avaient laissé que la partie nord-ouest de la ville sous contrôle ukrainien le 27 juillet,. Le 1er août, l'ISW a déclaré que les forces russes, après s'être emparées de certaines parties de la périphérie nord-ouest encore sous contrôle ukrainien, « contrôlent essentiellement la ville entière ».
Les combats se sont poursuivis pour la ville en août et septembre 2024 dans la périphérie nord. Le 6 septembre, des images ont montré que la Russie avait progressé dans certaines parties du nord de Krasnohorivka et progressé davantage au nord de la ville.
Le 9 septembre, des images géolocalisées ont montré que les forces russes avaient avancé pour conquérir la dernière partie de Krasnohorivka tenue par les Ukrainiens, prenant ainsi le contrôle de la périphérie ouest de la ville. Le ministère russe de la Défense a officiellement revendiqué le contrôle total de la ville le lendemain.

## Analyse

### Valeur stratégique
En tant que ville satellite, Krasnohorivka fonctionne comme une porte d'entrée vers la capitale régionale de Donetsk . De nombreux habitants de la ville d'avant-guerre, qui comptait 16 000 habitants, travaillaient dans les usines locales de matériaux de la capitale. En cas de conquête russe, ils auront réussi à repousser les forces ukrainiennes du flanc ouest de la ville de Donetsk. Dans le même temps, cela ouvre de nouvelles possibilités aux forces russes d’avancer vers l’ouest en direction de Kourakhove.